# Berwick (Maine)
Berwick es un pueblo ubicado en el condado de York en el estado estadounidense de Maine. En el Censo de 2010 tenía una población de 7.246 habitantes y una densidad poblacional de 73,91 personas por km².

## Geografía
Berwick se encuentra ubicado en las coordenadas 43°17′58″N 70°50′32″O / 43.29944, -70.84222. Según la Oficina del Censo de los Estados Unidos, Berwick tiene una superficie total de 98.04 km², de la cual 97.16 km² corresponden a tierra firme y (0.89%) 0.88 km² es agua.

## Demografía
Según el censo de 2010, había 7.246 personas residiendo en Berwick. La densidad de población era de 73,91 hab./km². De los 7.246 habitantes, Berwick estaba compuesto por el 96.19% blancos, el 0.51% eran afroamericanos, el 0.25% eran amerindios, el 1.28% eran asiáticos, el 0.03% eran isleños del Pacífico, el 0.17% eran de otras razas y el 1.57% pertenecían a dos o más razas. Del total de la población el 1.28% eran hispanos o latinos de cualquier raza.